# Storia di Taiwan
L'isola di Taiwan (escludendo le isole Penghu) fu popolata per la prima volta da popolazioni austronesiane. Sin da epoche remote, l'isola suscitò l'interesse dei pirati-mercanti del Fujian che a più riprese vi si rifugiavano per salvarsi dai contininui attacchi alle loro attività da parte delle autorità imperiali, a questo va anche aggiunto che l'isola si trovava in un'ottima posizione per il commercio con le aree del Sud-Est Asiatico con cui proprio il Fujian faceva molti affari. 
Fu colonizzata dagli olandesi nel XVII secolo, seguiti da un afflusso di immigranti cinesi di etnia han, compresi Hakka dalle aree del Fujian e del Guangdong della Cina continentale, attraverso lo Stretto di Taiwan. Anche gli spagnoli costruirono un insediamento nel nord per un breve periodo, ma furono espulsi dagli olandesi nel 1642.
Nel 1662, Koxinga (Zheng Cheng-gong), un lealista della dinastia Ming, sconfisse gli olandesi e stabilì una base di operazioni sull'isola. Le forze di Zheng furono in seguito sconfitte dalla dinastia Qing nel 1683. Da allora, parti di Taiwan s'integrarono sempre più nell'Impero Qing prima che esso cedesse l'isola al Giappone nel 1895 in seguito alla Prima guerra sino-giapponese. Taiwan produceva riso e zucchero da esportare in Giappone e funse anche da base per l'espansione coloniale giapponese nel Sud-est asiatico e nel Pacifico durante la seconda guerra mondiale. A Taiwan fu applicata l'educazione imperiale giapponese e anche molti taiwanesi combatterono per il Giappone durante la guerra.
In seguito alla seconda guerra mondiale, la Repubblica di Cina (RDC), sotto il Kuomintang (KMT) divenne l'entità di governo di Taiwan. Nel 1949, dopo aver perso il controllo della Cina continentale in seguito alla Guerra civile cinese, il governo della RDC sotto il KMT si ritirò a Taiwan e Chiang Kai-shek dichiarò la legge marziale. Il Giappone rinunciò formalmente a tutti i diritti territoriali su Taiwan nel 1952 con il Trattato di San Francisco. Il KMT governò Taiwan come uno stato monopartitico per quarant'anni, finché non furono imposte riforme democratiche durante l'ultimo anno di dominio autoritario sotto Chiang Ching-kuo. Le riforme furono promulgate sotto il successore di Chiang, Lee Teng-hui, culminando nel 1996 nella prima elezione presidenziale diretta mai tenuta. Nel 2000, Chen Shui-bian fu eletto presidente, divenendo il primo presidente non del KMT di Taiwan. L'elezione del presidente Ma Ying-jeou nel 2008 segnò il secondo pacifico trasferimento dei poteri, questa volta di nuovo al KMT.

## Insediamento preistorico

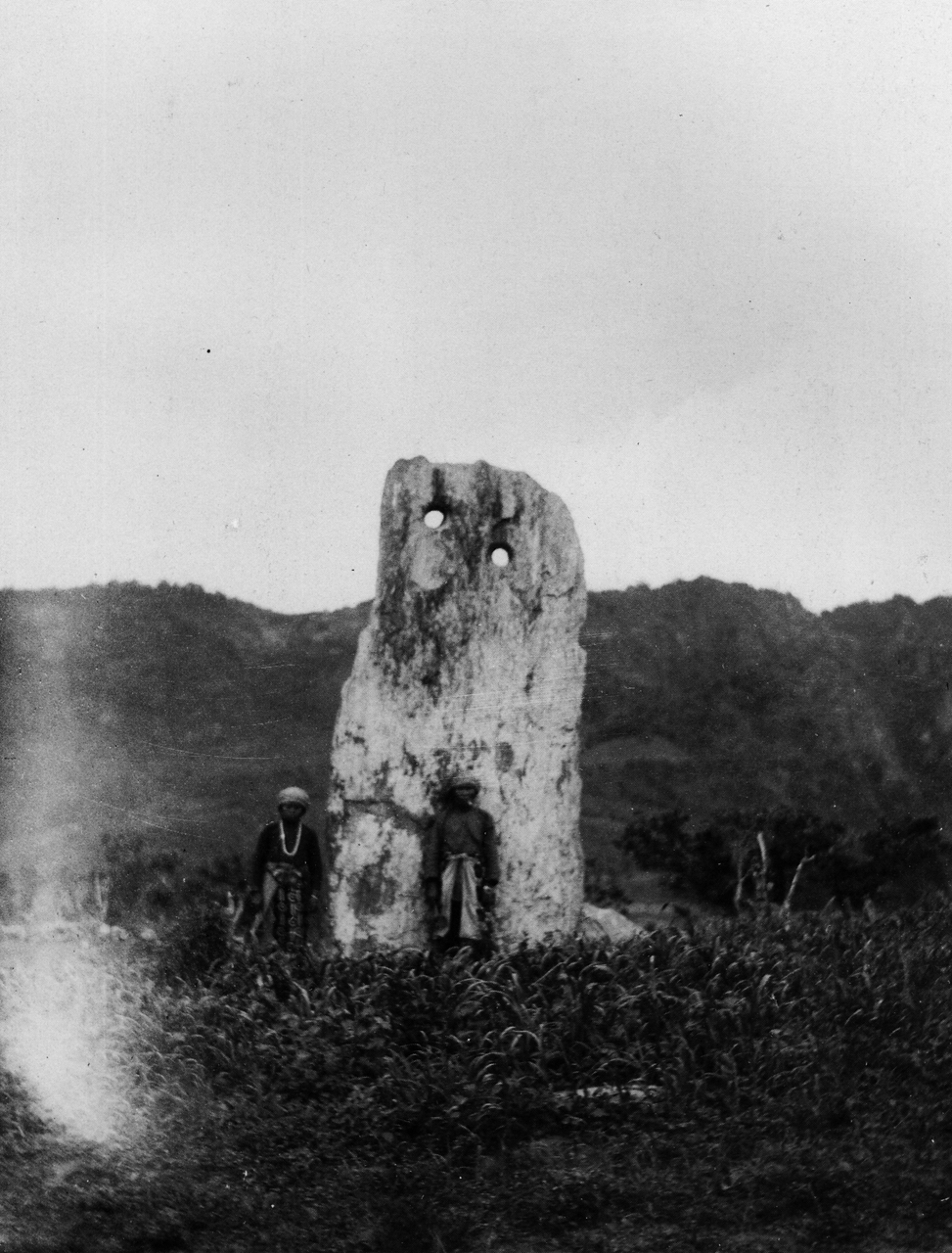
Il monolite Puyuma a forma di luna (foto del 1896 ca.)

Si stima da parte degli archeologi che Taiwan sia abitata da approssimativamente 30.000 anni. Poco si sa degli originali abitanti, ma i caratteristici manufatti di giada e la ceramica a corde delle culture di Changpin, Beinan e Tapenkeng (Dapenkeng) mostrano una marcata diversità tra i primi abitanti dell'isola. Impronte di fibre di canapa sono state trovate a Taiwan su cocci di ceramica vecchi di oltre 10.000 anni. I popoli aborigeni di Taiwan sono classificati come appartenenti al gruppo etnolinguistico dei popoli austronesiani, un gruppo linguistico che si estende fino al Madagascar a ovest, e addirittura fino all'isola di Pasqua a est e alla Nuova Zelanda a sud, con le Hawaii come punto più settentrionale. Anche se ci sono prove che parlanti delle lingue pre-proto-austronesiane migrarono dal continente cinese meridionale a Taiwan in un qualche periodo intorno a 8.000 anni fa, si crede che la cultura austronesiana su Taiwan ebbe inizio circa 6.000 anni fa e si diffuse poi all'intera regione oggi abbracciata dalle lingue austronesiane. Gli studiosi non sanno ancora colmare la lacuna temporale tra i due millenni.

## Storia dei popoli indigeni
I popoli indigeni di Taiwan (cinese (原住民S, yuánzhùmínP, yüan2-chu4-min2W), taiwanese minnan gôan-chū-bîn, letteralmente "abitanti originari") sono i popoli nativi di Taiwan. Si crede che i loro antenati abbiano vissuto sulle isole per circa 8.000 anni prima che incominciasse l'immigrazione dei Cinesi Han nel XVII secolo. Gli aborigeni taiwanesi sono popoli austronesiani, con legami linguistici e genetici con altri gruppi etnici austronesiani, quali i popoli delle Filippine, della Malaysia, dell'Indonesia e dell'Oceania. I parlanti austronesiani di Taiwan erano tradizionalmente distribuiti su gran parte della scoscesa catena montuosa centrale dell'isola e concentrati in villaggi lungo le pianure alluvionali. Oggi, la massa della popolazione aborigena taiwanese contemporanea risiede nelle montagne e nelle città. La questione di un'identità etnica non collegata al continente asiatico è divenuta un filone del discorso riguardante l'identità politica di Taiwan. La popolazione totale di aborigeni a Taiwan era intorno ai 458.000 nel gennaio 2006, ossia approssimativamente il 2% della popolazione di Taiwan.
Per secoli i popoli indigeni di Taiwan sperimentarono la competizione economica e il conflitto militare con una serie di popoli conquistatori. In conseguenza di questa dinamica interculturale, come pure di più oggettivi processi economici, molte di queste tribù sono state linguisticamente e culturalmente assimilate. Ne sono derivati gradi variabili di estinzione linguistica e di perdita dell'originaria identità culturale. Ad esempio, delle circa ventisei lingue conosciute degli aborigeni taiwanesi (collettivamente definite come le lingue formosane), almeno dieci sono estinte, altre cinque sono moribonde e parecchie altre sono in qualche misura in pericolo. Queste lingue rivestono un significato storico unico, dal momento che la maggior parte dei glottologi considerano Taiwan come la patria originale della famiglia linguistica austronesiana.
Oggi i popoli indigeni di Taiwan affrontano barriere economiche e sociali, inclusi un alto tasso di disoccupazione e un'istruzione al di sotto della media. Dai primi anni ottanta sono attivamente alla ricerca di un più elevato grado di autodeterminazione e di sviluppo economico. Nel 1996 il Consiglio dei Popoli Indigeni (Council of Indigenous Peoples), l'ente governativo che si occupa delle questioni concernenti i popoli indigeni di Taiwan, fu promosso a un rango di livello ministeriale all'interno dello Yuan Esecutivo, ossia l'amministrazione del governo taiwanese. Un risveglio dell'orgoglio etnico è stato espresso in molti modi dagli aborigeni, compresa l'incorporazione di elementi della loro cultura in musica pop di successo commerciale. Sono in corso sforzi da parte delle comunità indigene per far rivivere pratiche culturali tradizionali e per preservare le loro lingue. Le tribù aborigene sono inoltre diventate ampiamente coinvolte nelle industrie del turismo e dell'eco-turismo.

## Storia antica
Malgrado le dicerie che Taiwan fosse la favolosa "isola dei Cani", o l'"isola delle Donne" o una qualsiasi delle altre mitiche isole che, secondo le leggende dei letterati Han, giacevano al di là dei mari, essa era ufficialmente considerata dall'imperatore Qing Kangxi come "una palla di fango al di là delle barriere della civiltà" e non apparve su alcuna mappa dei domini imperiali fino al 1683. L'atto di presentare una mappa all'imperatore equivaleva infatti a presentare le terre dell'impero. Occorsero parecchi altri anni prima che la corte Qing riconoscesse Taiwan come parte del proprio regno. Anteriormente alla dinastia Qing, la Cina era concepita come una terra circondata da montagne, fiumi e mari. L'idea di un'isola come parte della Cina rimase perciò impenetrabile per gli Han prima dello sforzo di espansione delle frontiere da parte dei Qing nel XVII secolo.

## Dominio olandese e spagnolo

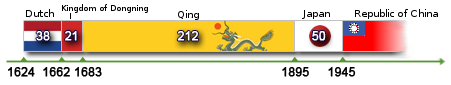
Linea temporale della storia di Taiwan dal 1624

I marinai portoghesi, passando davanti a Taiwan nel 1544, scribacchiarono per la prima volta nel registro di una nave il nome dell'isola: Ilha Formosa, che significa "bella isola". Nel 1582 i sopravvissuti portoghesi di un naufragio passarono dieci settimane combattendo contro la malaria e gli aborigeni, prima di ritornare a Macao su una zattera.

I mercanti olandesi, in cerca di una base asiatica, arrivarono per la prima volta sull'isola nel 1623, stabilendovi una base per il commercio olandese con il Giappone e le aree costiere della Cina. Gli spagnoli e i loro alleati stabilirono un insediamento a Santissima Trinidad, costruendo Fort San Salvador sulla costa nord-orientale di Taiwan vicino a Keelung nel 1626, che occuparono fino al 1642 quando furono scacciati da una forza d'invasione congiunta olandese-aborigena. Essi costruirono anche un forte a Tamsui (1628), ma lo avevano già abbandonato verso il 1638. Gli olandesi in seguito eressero sul sito Fort Anthonio nel 1642, che è ancora in piedi (ora parte del complesso museale di Fort Santo Domingo).

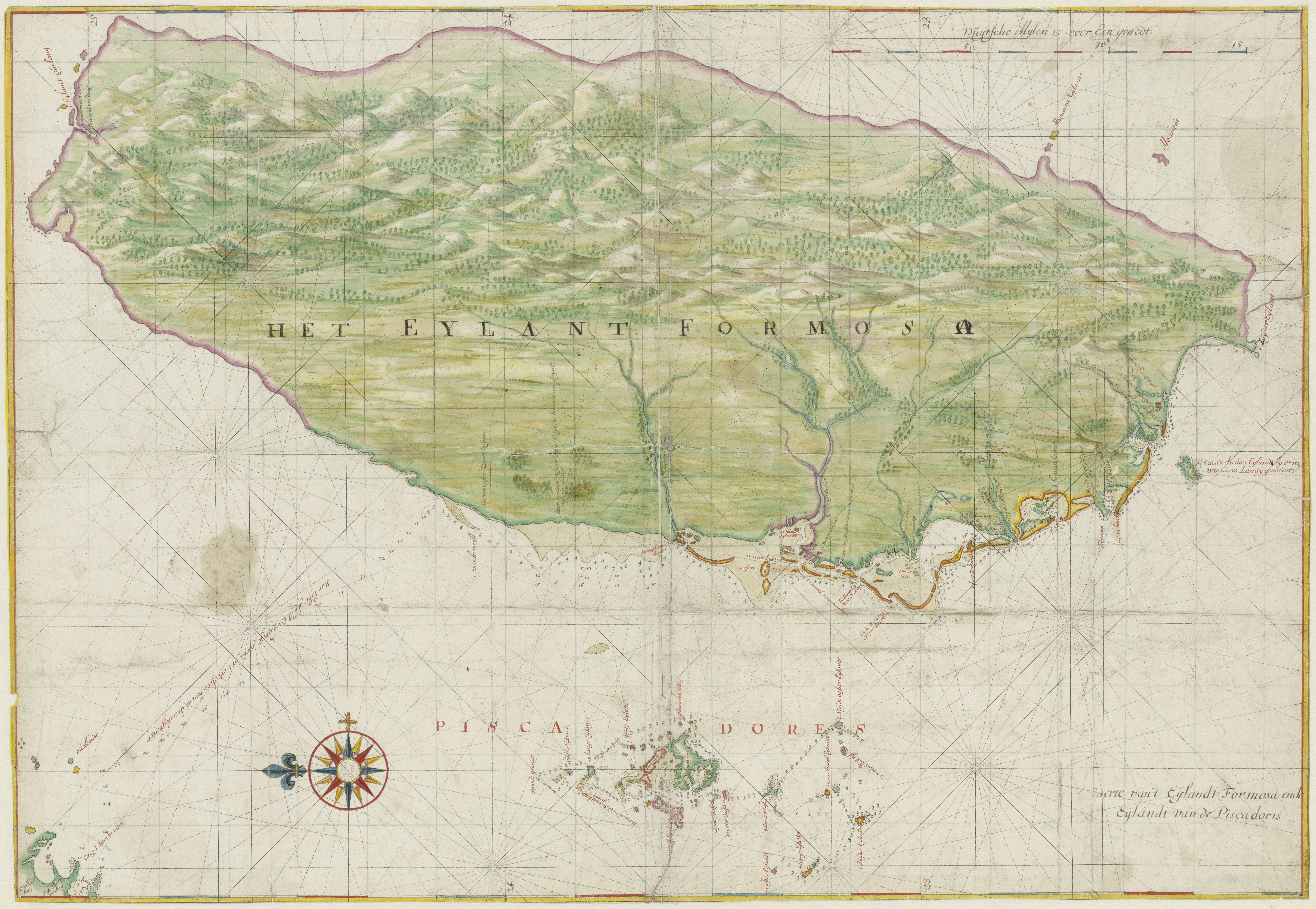
L'isola di Formosa (Taiwan) e le Penghu. Johannes Vingboons, ca. 1640. Nationaal Archief, L'Aia.

La Compagnia olandese delle Indie orientali (VOC) amministrò l'isola e la sua popolazione prevalentemente aborigena fino al 1662, istituendo un sistema fiscale, scuole per insegnare l'alfabeto romanizzato delle lingue aborigene ed evangelizzando. Sebbene il suo controllo fosse limitato principalmente alla pianura occidentale dell'isola, i sistemi olandesi furono adottati anche dai successivi occupanti. Il primo afflusso di migranti dalla costa del Fujian venne durante il periodo olandese, nel quale commercianti e mercanti dalla costa dell'entroterra cinese cercavano di acquistare licenze di caccia dagli olandesi o di nascondersi nei villaggi aborigeni per sfuggire alle autorità Qing. La maggior parte degli immigranti erano giovani maschi scapoli che furono scoraggiati dal rimanere sull'isola, spesso definita dagli Han come "Il Cancello dell'Inferno" per la sua reputazione di togliere la vita ai marinai e agli esploratori.

Gli olandesi originariamente cercarono di usare il loro castello di Zeelandia a Tayowan come base commerciale fra il Giappone e la Cina, ma presto si resero conto del potenziale delle enormi popolazioni di cervi che vagavano in branchi di migliaia lungo le pianure alluvionali delle regioni occidentali di Taiwan. I cervi erano molto richiesti dai giapponesi, che erano disposti a pagare cifre altissime per usarne le pelli nelle armature dei samurai. Le altre parti del cervo erano vendute agli Han per la carne e per uso medicinale. Gli olandesi pagavano gli aborigeni per i cervi portati loro e tentavano di gestire le scorte in modo da restare al passo con la domanda. Inoltre, impiegavano gli Han per coltivare la canna da zucchero e il riso per l'esportazione: una parte di questi prodotti giungevano fino ai mercati della Persia. Sfortunatamente i cervi sui quali gli aborigeni avevano fatto affidamento per il loro sostentamento cominciarono a scomparire, costringendo gli indigeni ad adottare nuovi mezzi di sopravvivenza. Gli olandesi costruirono un secondo castello amministrativo sull'isola principale di Taiwan nel 1633 e si misero d'impegno per trasformare seriamente Taiwan in una colonia olandese. 

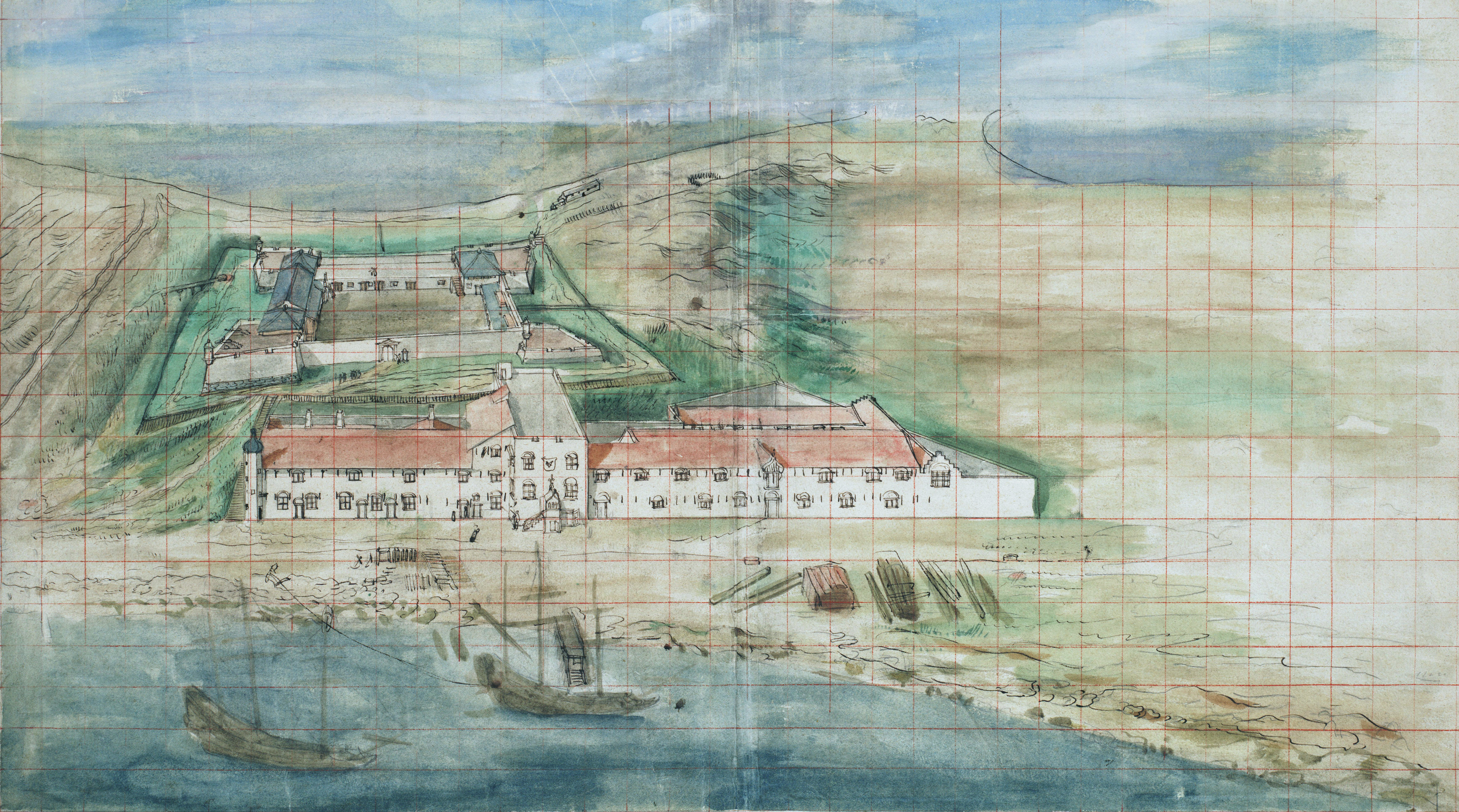
Fort Zeelandia costruito a Tainan.

Il primo compito fu quello di punire i villaggi che si erano opposti agli olandesi e di unire gli aborigeni fedeli alla VOC. La prima spedizione punitiva fu contro i villaggi di Baccloan e di Mattauw, a nord di Saccam vicino a Tayowan. La campagna di Mattauw era stata più facile del previsto e la tribù era stata sottomessa dopo che il suo villaggio era stato distrutto dal fuoco. La campagna servì anche come minaccia per gli altri villaggi da Tirossen (la moderna Chiayi) a Lonkjiaow (Heng Chun). L'attacco punitivo del 1636 su Lamay Island (Hsiao Liuchiu) in risposta all'uccisione dell'equipaggio naufragato delle navi Beverwijck e Golden Lion finì dieci anni dopo con l'intera popolazione aborigena di 1.100 persone deportata dall'isola, compresi 327 lamayani uccisi in una caverna, essendo stati intrappolati là dagli olandesi e soffocati dalle esalazioni e dal fumo pompati nella caverna dagli olandesi stessi e dai loro alleati aborigeni di Saccam, Soulang e Pangsoya. Gli uomini furono ridotti in schiavitù a Batavia (Giava) e le donne e i bambini diventarono servi degli ufficiali olandesi. Gli eventi su Lamay cambiarono la direzione del dominio olandese verso una più stretta collaborazione con gli alleati aborigeni, sebbene vi fossero ancora piani per spopolare le isole più remote.

## Dominio lealista Ming
Le forze manciù irruppero attraverso il Passo di Shanhai nel 1644 e sopraffecero rapidamente la dinastia Ming. Nel 1661, una flotta navale guidata dal lealista Ming Koxinga arrivò a Taiwan per espellere gli olandesi da Fort Zeelandia e stabilire sull'isola una base a favore dei Ming.
Koxinga nacque nel 1624 da Zheng Zhilong, un mercante e pirata cinese, e da Tagawa Matsu, una donna giapponese, a Hirado, prefettura di Nagasaki, Giappone. Fu allevato là fino a sette anni, quando si trasferì a Quanzhou, nella provincia cinese del Fujian. appartenente a una famiglia arricchitasi con il commercio e la pirateria, Koxinga ereditò le reti commerciali di suo padre, che si estendevano da Nagasaki a Macao. In seguito all'avanzata manciù sul Fujian, Koxinga si ritirò dalla sua roccaforte di Amoy (Xiamen) e assediò Taiwan nella speranza di stabilire una base strategica per guidare le sue truppe a riprendersi la base di Amoy. Nel 1662, dopo nove mesi di assedio, Koxinga conquistò la fortezza olandese di Zeelandia e Taiwan divenne la sua base (vedi Regno di Tungning). Contestualmenrte l'ultimo pretendente Ming era stato catturato e ucciso dal generale Wu Sangui, estinguendo qualsiasi speranza che Koxinga potesse avere di ristabilire l'Impero Ming. Morì quattro mesi dopo, secondo alcune versioni per un attacco di follia dopo aver appreso delle crudeli uccisioni di suo padre e suo fratello per mano dei Manciù. Altri resoconti sono più diretti, attribuendo la morte di Koxinga a un caso di malaria.

## Dominio della dinastia Qing
Nel 1683, in seguito a uno scontro navale con l'ammiraglio Shi Lang, uno degli amici fidati del padre di Koxinga, il nipote di Koxinga Zheng Keshuang si sottomise al controllo della dinastia Qing.
Malgrado i costi della campagna militare e diplomatica che aveva portato Taiwan nel regno imperiale, il sentimento generale a Pechino era ambivalente. Lo scopo della campagna era stato di distruggere il regime della famiglia Zheng, non di conquistare l'isola. L'imperatore Qing Kangxi esprimeva l'opinione che Taiwan fosse "grande quanto una pallina; prenderla non è un guadagno; non prenderla non è una perdita" (彈丸之地。得之無所加，不得無所損). I suoi ministri, dal canto loro, suggerivano che l'isola era "una palla di fango al di là del mare, che non aggiunge niente alla vastità della Cina" (海外泥丸，不足為中國加廣), e raccomandavano di trasferire tutti i cinesi nella Cina continentale e di abbandonare l'isola. Fu solo l'opera di persuasione dell'ammiraglio Shi Lang e di altri sostenitori che convinse l'imperatore a non abbandonare Taiwan. I seguaci di Koxinga furono costretti a partire da Taiwan per le plaghe più inospitali delle terre controllate dai Qing. Verso il 1682 vi erano solo 7.000 cinesi rimasti su Taiwan, in quanto si erano sposati con donne aborigene e avevano proprietà sull'isola. Il regno di Koxinga aveva proseguito i sistemi fiscali degli olandesi, fondando scuole e templi religiosi.

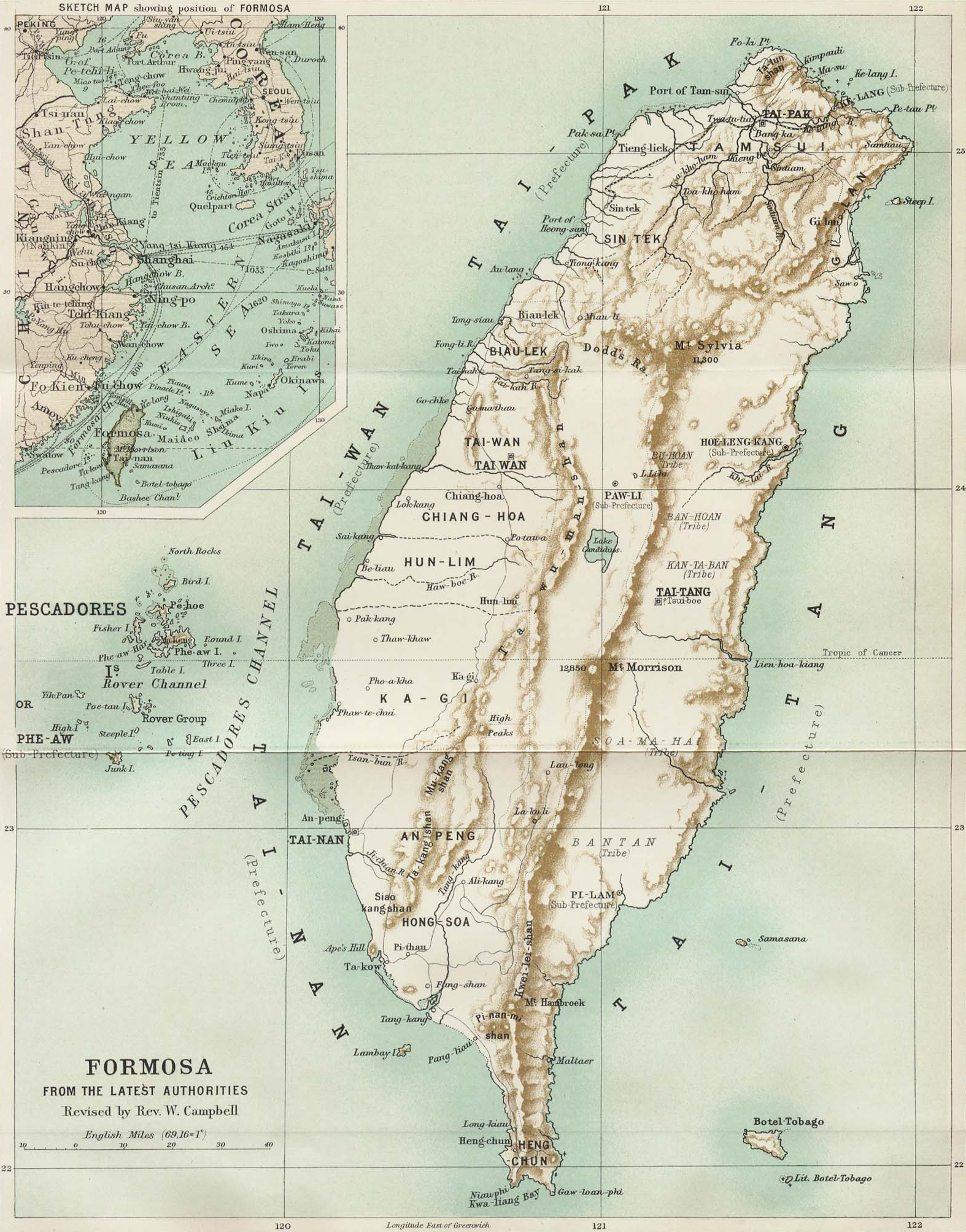
Carta di Formosa del 1896, rivista dal rev. William Campbell

Dal 1683, la dinastia Qing governò Taiwan come una prefettura e nel 1875 divise l'isola in due prefetture, nord e sud. Nel 1885, l'isola fu poi trasformata in una provincia cinese separata.
Le autorità Qing tentarono di limitare l'immigrazione a Taiwan e impedirono alle famiglie di viaggiarvi per assicurarsi che gli immigranti ritornassero alle loro famiglie e alle tombe dei loro antenati. L'immigrazione illegale continuò, ma molti degli uomini avevano poche prospettive nel Fujian stremato dalle guerre e così si sposavano localmente, dando origine all'espressione idiomatica "Nonno Tangshan (cinese) nessuna nonna Tangshan" (有唐山公無唐山媽). I Qing tentarono di proteggere i diritti terrieri degli aborigeni, ma cercarono anche di trasformarli in sudditi che pagassero le tasse. Ai cinesi e agli aborigeni che pagavano le tasse fu proibito di entrare nella zona selvaggia che copriva la maggior parte dell'isola, per timore di suscitare le ire degli aborigeni degli altipiani (che non pagavano le tasse) e di incitarli alla ribellione. Lungo la pianura occidentale fu quindi costruito un confine, usando fosse e tumuli di terra, chiamati "mucche di terra", per scoraggiare la sottrazione illegale di terre al mare.
Dal 1683 al 1760 circa, il governo Qing limitò l'immigrazione a Taiwan. Tale restrizione fu allentata dopo gli anni 1760 e verso il 1811 c'erano più di due milioni di immigranti cinesi su Taiwan. Nel 1875 fu istituito il governo di Taipei (台北府), sotto la giurisdizione della provincia del Fujian. Inoltre, vi erano stati vari conflitti tra immigranti cinesi, la maggior parte dei quali tra Han del Fujian e Han del Guangdong, tra persone di diverse aree del Fujian, tra coloni Han e Hakka, o semplicemente tra persone con cognomi diversi impegnati in faide tra clan. A causa delle forti lealtà provinciali mantenute da questi immigranti, il governo Qing riteneva che Taiwan fosse piuttosto difficile da governare. Taiwan fu anche afflitta dalle invasioni straniere. Nel 1840 Keelung fu invasa dai britannici nella Guerra dell'oppio, e nel 1884 fu il turno dei francesi come parte della Guerra franco-cinese. Per fronteggiare queste incursioni, il governo Qing cominciò a costruire una serie di difese costiere e il 12 ottobre 1885 Taiwan fu fatta provincia, con Liu Mingchuan che funse da primo governatore. Egli divise Taiwan in undici contee e tentò di migliorare le relazioni con gli aborigeni. Sviluppò anche una ferrovia da Taipei a Hsinchu, fondò una miniera a Keelung, e costruì un arsenale per migliorare la capacità difensiva di Taiwan contro gli stranieri.
A seguito del naufragio di un battello di Ryūkyūani sulla punta sudorientale di Taiwan nell'inverno del 1871, nel quale 54 membri dell'equipaggio furono catturati e decapitati dagli aborigeni taiwanesi Paiwan nel villaggio di Mudan (牡丹社), i giapponesi cercarono di usare questo incidente come pretesto perché i Qing riconoscessero formalmente la sovranità giapponese sulle Isole Ryūkyū come prefettura giapponese (allora infatti la sovranità dell'arcipelago era disputata fra la Cina e il Giappone) e per mettere alla prova le reazioni cinesi alla potenziale espansione nipponica a Taiwan. Secondo le fonti giapponesi, Mao Changxi (毛昶熙) e Dong Xun (董恂), i ministri Qing dello Zongli Yamen (總理衙門) (il Ministero degli esteri della corte imperiale Qing) che trattarono i reclami dell'inviato giapponese Yanagihara Sakimitsu (柳原前光) replicarono inizialmente che avevano sentito soltanto di un massacro di Ryūkyūani, non di giapponesi, e fecero notare subito che le Ryūkyū erano sotto la sovranità cinese, perciò questa vicenda non era di competenza del Giappone. Inoltre, il governatore generale della provincia Qing del Fujian aveva salvato i sopravvissuti del massacro e li aveva rimandati sani e salvi nelle Ryūkyū. Le autorità Qing spiegarono che c'erano due tipi di aborigeni su Taiwan: quelli governati dai Qing, e quelli non civilizzati, "rozzi barbari... fuori della portata del governo e delle usanze dei Qing". Indirettamente essi accennarono al fatto che gli stranieri che viaggiavano in quelle aree abitate da indigeni dovevano usare cautela. Dopo il colloquio Yanagihara-Yamen, i Giapponesi interpretarono la loro spiegazione nel senso che il governo Qing non si era opposto alle rivendicazioni di sovranità del Giappone sulle Isole Ryūkyū, rinunciava a qualsiasi giurisdizione sugli aborigeni taiwanesi e aveva in effetti acconsentito alla spedizione giapponese a Taiwan. La dinastia Qing allora chiarì in modo inequivoco ai Giapponesi che Taiwan rientrava definitivamente nella giurisdizione Qing, anche se parte della popolazione aborigena di quell'isola non era ancora sotto l'influenza della cultura cinese. I Qing richiamarono anche l'attenzione su casi simili in tutto il mondo, in cui una popolazione aborigena all'interno di confini nazionali non era ancora completamente soggiogata dalla cultura dominante di quel paese.
Nondimeno, nel 1874 i giapponesi lanciarono una spedizione punitiva contro il villaggio di Mudan con una forza di 2.000 soldati. Il numero di vittime per i Paiwan fu di circa 30, e quello per i giapponesi di 543; 12 soldati giapponesi furono uccisi in battaglia e 531 dalla malattia. Alla fine, i giapponesi si ritirarono appena prima che la dinastia Qing inviasse 3 divisioni (9.000 soldati) per rinforzare Taiwan. Questo incidente fece sì che i Qing ripensassero l'importanza di Taiwan nella loro strategia di difesa marittima, attribuendo maggiore importanza ad acquisire il controllo sulle regioni selvagge.
Alla vigilia della Prima guerra sino-giapponese circa il 45 per cento dell'isola era amministrato sotto il controllo diretto dei Qing, mentre il rimanente era scarsamente popolato da aborigeni. In una popolazione intorno ai 2,5 milioni di persone, circa 2,3 milioni erano cinesi Han e le restanti due migliaia erano classificate come membri di varie tribù indigene.
Come parte delle condizioni imposte dopo la sconfitta nella Guerra sino-giapponese, l'impero Qing cedette l'isola di Taiwan e le Isole Penghu al Giappone il 17 aprile 1895, come previsto dal Trattato di Shimonoseki. La perdita di Taiwan sarebbe divenuta un punto di unione per il movimento nazionalista cinese negli anni che seguirono.

## Dominio giapponese

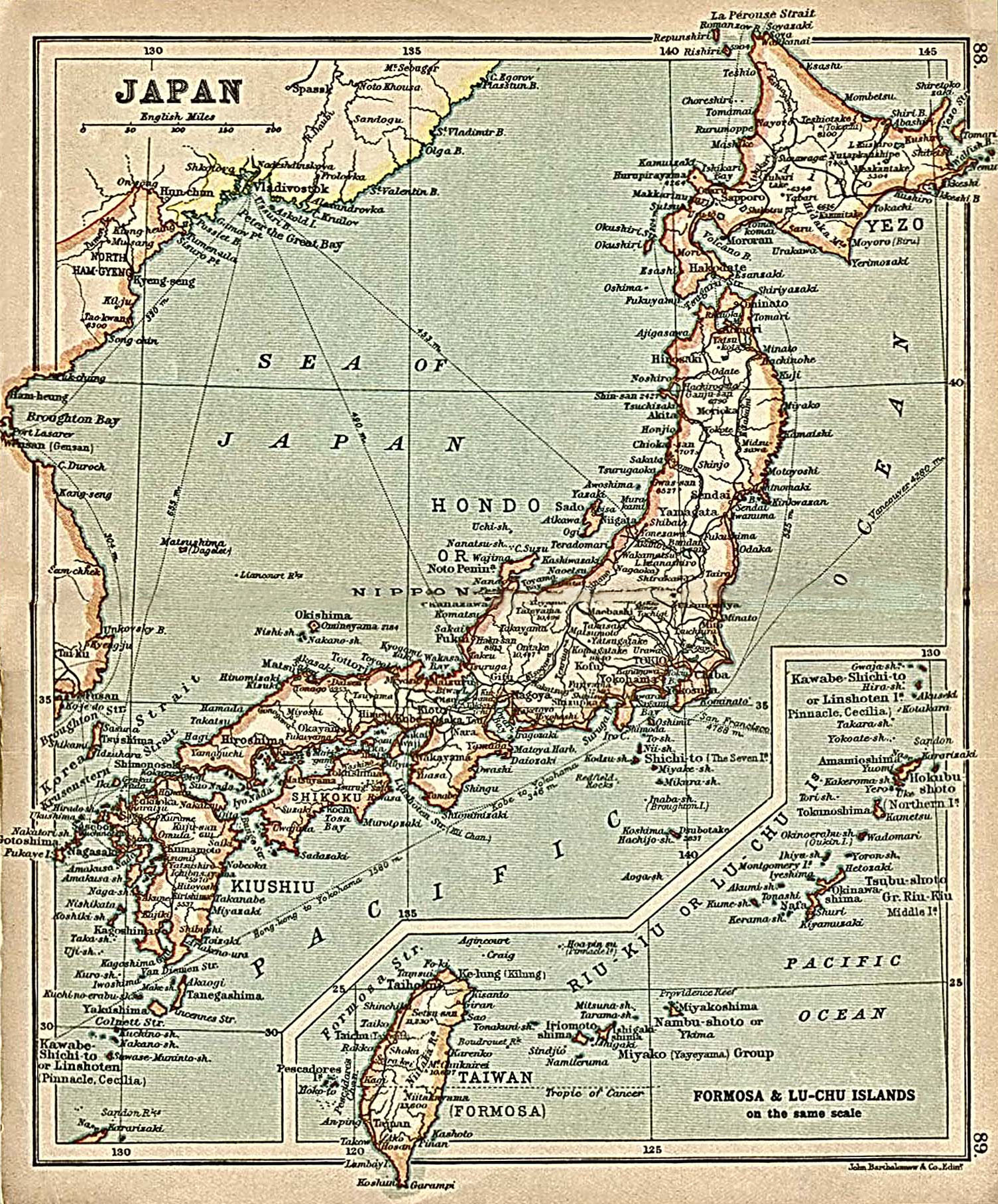
Una carta del 1911 del Giappone con Taiwan, che fece parte dell'Impero giapponese dal 1895 al 1945.

Il Giappone aveva cercato di rivendicare la sovranità su Taiwan (a loro nota come Takasago Koku) fin dal 1592, quando Toyotomi Hideyoshi intraprese una politica di espansione oltremare e, per estendere l'influenza giapponese verso sud e verso ovest, fece un tentativo di invadere Taiwan che però, al pari di altri successivi, doveva rivelarsi infruttuoso principalmente a causa delle malattie e degli attacchi degli aborigeni sull'isola. Nel 1609, lo shogunato Tokugawa mandò Harunobu Arima in una missione esplorativa dell'isola. Nel 1616, Murayama Toan guidò una infruttuosa invasione dell'isola. L'incidente di Mudan del 1871 avvenne quando un battello di Okinawa naufragò sulla punta meridionale di Taiwan e 54 persone dell'equipaggio furono decapitate dagli aborigeni Paiwan. Quando il Giappone chiese un risarcimento alla Cina dei Qing, la corte imperiale respinse la richiesta con la motivazione che i Giapponesi non avevano giurisdizione su Okinawa (che apparteneva ad un regno indipendente) e che quindi non avevano titolo per avanzare tale pretesa. Il Giappone allora decise di cogliere l'occasione per provare se vi erano le condizioni per colonizzare l'isola e nel 1874 una forza di spedizione di 3.000 uomini fu mandata sull'isola, che fu momentaneamente occupata e in seguito restituita alla Cina dopo il raggiungimento di un accordo. Fu solo con la sconfitta della marina cinese durante la Prima guerra sino-giapponese nel 1894-95 che il Giappone ottenne finalmente il possesso di Taiwan e che il predominio in Asia si spostò dalla Cina al Giappone. Il Trattato di Shimonoseki fu firmato il 17 aprile 1895, cedendo Taiwan e le Isole Penghu al Giappone, che avrebbe dominato l'isola per 50 anni fino alla sua sconfitta nella seconda guerra mondiale.
Dopo aver ottenuto la sovranità di Taiwan, i Giapponesi la invasero militarmente poiché temevano la resistenza sia dei Taiwanesi che degli Aborigeni. Infatti il gruppo dirigente locale fondò la Repubblica di Formosa, che ebbe però vita breve. I dirigenti di Taiwan speravano che dichiarandosi una repubblica il mondo non sarebbe rimasto a guardare e non avrebbe permesso ad uno stato sovrano di essere invaso dai Giapponesi, alleandosi a tal fine con i Qing. Il piano si trasformò rapidamente nel caos quando le truppe verdi regolari e i soldati di etnia Yue dell'Impero cinese si diedero alla razzia e al saccheggio. Data la scelta fra il caos nelle mani dei Cinesi o la sottomissione ai Giapponesi, i dirigenti di Taipei mandarono Koo Hsien-jung a Keelung per invitare le forze giapponesi avanzanti a procedere verso Taipei e a ristabilire l'ordine.
La resistenza armata fu sporadica, anche se a volte feroce, ma fu in gran parte schiacciata entro il 1902, anche se ribellioni relativamente minori avvennero negli anni successivi, compreso l'incidente di Ta-pa-ni del 1915 nella contea di Tainan. Metodi non violenti di resistenza cominciarono a prendere il posto delle ribellioni armate e l'organizzazione più eminente fu l'Associazione culturale taiwanese (台灣文化協會), fondata nel 1921. La resistenza taiwanese era determinata da vari fattori (ad es., la democrazia Taishō). Alcuni erano stimolati dal nazionalismo cinese, mentre altri contenevano i germi della nascente autodeterminazione taiwanese. Le ribellioni erano spesso causate da una combinazione degli effetti delle inique politiche coloniali sulle élite locali e delle esistenti credenze millenarie dei Taiwanesi locali e degli Aborigeni delle pianure. La resistenza aborigena alle oppressive politiche giapponesi di acculturazione e pacificazione durò fino agli inizi degli anni 1930. L'ultima significativa ribellione aborigena, la sollevazione di Musha (sollevazione di Wushe) alla fine degli anni 1930 da parte del popolo Atayal, irritato dal modo in cui veniva trattato durante il pesante lavoro di estrazione della canfora, lanciò l'ultima spedizione di caccia alle teste nella quale oltre 150 ufficiali giapponesi furono uccisi e decapitati durante le cerimonie di apertura di una scuola. La sollevazione, guidata da Mona Rudao, fu schiacciata da 2.000-3.000 truppe giapponesi e ausiliari aborigeni con l'aiuto di gas velenoso.
La colonizzazione giapponese dell'isola conobbe tre fasi. Cominciò con un periodo oppressivo di repressione e di dominio paternalistico, poi un periodo dōka (同化) volto a trattare tutte le persone (razze) in modo uguale proclamato dai nazionalisti taiwanesi che erano ispirati dal principio dell'"autodeterminazione delle nazioni" (民族自決) proposto da Woodrow Wilson dopo la prima guerra mondiale, ed infine, durante la seconda guerra mondiale, un periodo di kōminka (皇民化), una politica che mirava a trasformare i Taiwanesi in leali sudditi dell'imperatore giapponese.
La reazione al dominio giapponese tra la popolazione taiwanese differiva. Alcuni pensavano che la sicurezza della vita e dei beni personali fosse di suprema importanza e che fosse garantita dalle autorità coloniali giapponesi. Il secondo gruppo di Taiwanesi erano ansiosi di diventare sudditi imperiali, credendo che tale azione avrebbe condotto ad un uguale status rispetto ai nazionali giapponesi. Il terzo gruppo era influenzato dal movimento d'indipendenza di Taiwan e cercava di liberarsi dei colonizzatori giapponesi per istituire un governo nativo taiwanese. Il quarto gruppo, dal canto suo, era influenzato dal nazionalismo cinese e combatteva per il ritorno di Taiwan sotto la sovranità della Cina. Dal 1897 in poi quest'ultimo gruppo mise in atto molte ribellioni, la più famosa essendo quella guidata da Luo Fuxing (羅福星), che fu arrestato e giustiziato unitamente a duecento dei suoi compagni nel 1913. Luo stesso era un membro del Tongmenghui, un'organizzazione fondata da Sun Yat-sen e precorritrice del Kuomintang.

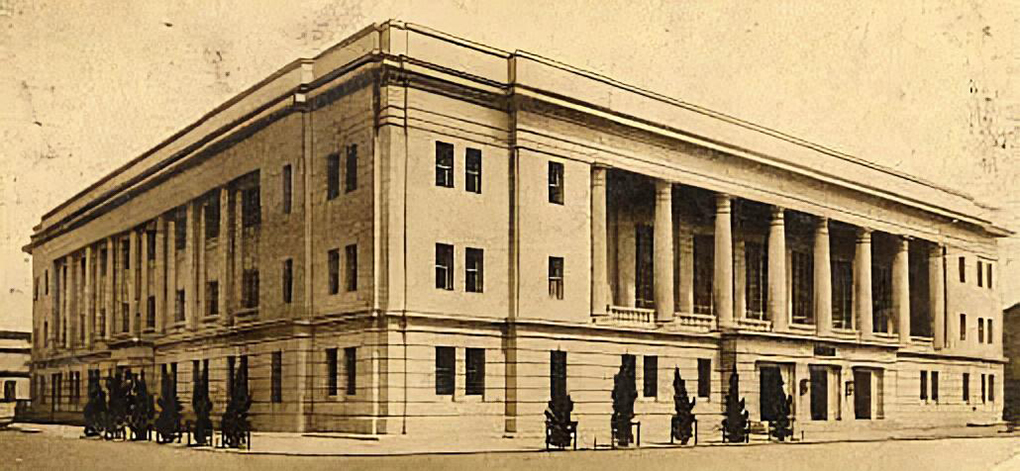
La Banca di Taiwan fondata nel 1899 con sede a Taihoku (Taipei).

L'iniziale sviluppo infrastrutturale ebbe luogo rapidamente. Nel 1899 fu fondata la Banca di Taiwan per incoraggiare i settori privati giapponesi, compresi la Mitsubishi ed il Gruppo Mitsui, ad investire a Taiwan. nel 1900, il terzo Governatore generale di Taiwan approvò un bilancio preventivo che iniziò la costruzione del sistema ferroviario di Taiwan da Kirun (Keelung) a Takao (Kaohsiung). Entro il 1905 l'isola aveva l'elettricità fornita dalla centrale idroelettrica del Lago Riyue, e negli anni seguenti Taiwan fu considerata la seconda regione più sviluppata dell'Asia orientale (dopo il Giappone). Entro il 1905, Taiwan era finanziariamente autosufficiente e faceva ormai a meno dei sussidi del governo centrale giapponese.
Sotto l'amministrazione del governatore Shinpei Gotō, furono realizzati molti progetti di opere pubbliche. Il sistema ferroviario di Taiwan collegante il sud ed il nord e le modernizzazioni dei porti di Kirun (Keelung) e Takao (Kaohsiung) furono completati per facilitare il trasporto e la spedizione di materie prime e di prodotti agricoli. Le esportazioni quadruplicarono. Il 55% della terra agricola era coperto da sistemi di irrigazione sostenuti da dighe. La produzione alimentare era aumentata di quattro volte e quella di canna da zucchero di 15 volte dal 1895 al 1925 e Taiwan divenne un'importante riserva alimentare che serviva l'economia industriale del Giappone. Il sistema di cura sanitarie era ampiamente diffuso e le malattie infettive erano quasi completamente debellate. La durata media della vita per un residente taiwanese avrebbe raggiunto i 60 anni entro il 1945.

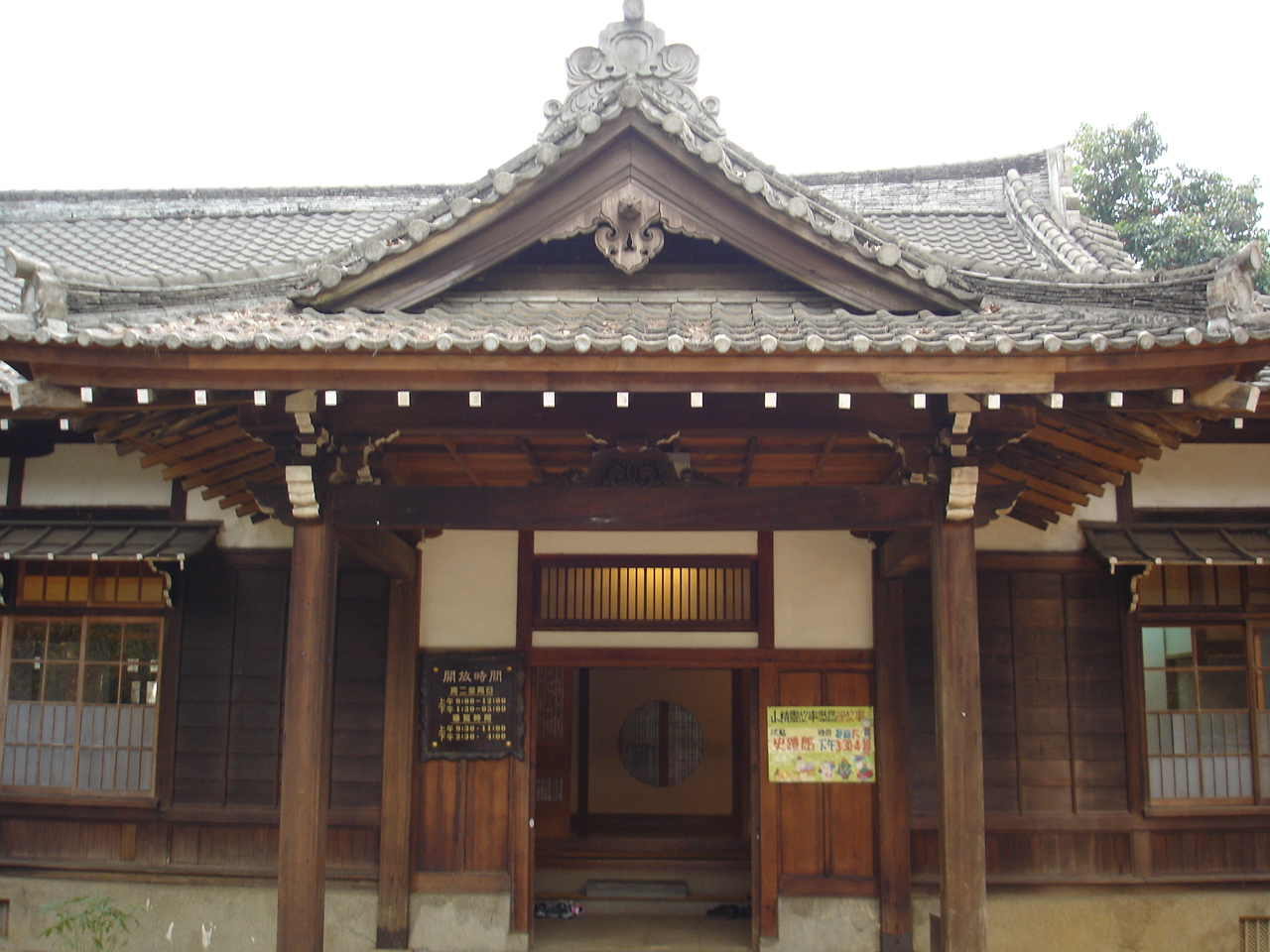
Kagi Jinja, uno dei molti santuari scintoisti costruiti a Taiwan.

Nell'ottobre 1935, il Governatore generale di Taiwan tenne un'"Esposizione per commemorare il 40º anniversario dell'inizio dell'amministrazione a Taiwan", che servì come vetrina per i successi del processo di modernizzazione di Taiwan sotto il dominio giapponese. L'evento attrasse l'attenzione mondiale, compreso il regime del KMT della Repubblica di Cina (RDC), che inviò Chen Yi (educato in Giappone) a seguire la manifestazione. Questi espresse la sua ammirazione per l'efficienza del governo giapponese nello sviluppo di Taiwan, e commentò quanto fortunati fossero i Taiwanesi a vivere sotto un'amministrazione così efficiente. In modo alquanto ironico, Chen Yi sarebbe in seguito diventato il primo Governatore di Taiwan sotto la Repubblica di Cina, rimasto famigerato per la corruzione che avvenne sotto la sua vigilanza.
Il periodo successivo del dominio giapponese vide l'affermarsi di un'élite locale istruita ed organizzata. Durante gli anni 1930 furono creati parecchi gruppi dirigenti nazionali in un'epoca in cui altri nel mondo cercavano di porre fine al colonialismo. Nel 1935, i Taiwanesi elessero il loro primo gruppo di legislatori locali. Entro marzo 1945, il ramo legislativo giapponese modificò in fretta le leggi elettorali per permettere la rappresentanza taiwanese nella Dieta giapponese.
Quando il Giappone s'imbarcò in una guerra su vasta scala in Cina nel 1937, espanse la capacità industriale di Taiwan per produrre materiale bellico. Verso il 1939, la produzione industriale aveva superato quella agricola a Taiwan. Allo stesso tempo, fu messo in moto il progetto d'imperializzazione kominka per instillare lo "spirito giapponese" nei residenti taiwanesi, ed assicurarsi che essi sarebbero rimasti leali sudditi dell'Imperatore giapponese pronti a fare sacrifici durante la guerra. Furono istituite misure che includevano l'istruzione in lingua giapponese, l'opzione di adottare nomi giapponesi ed il culto della religione giapponese. Nel 1943, il 94% dei bambini riceveva un'istruzione obbligatoria di 6 anni. Dal 1937 al 1945, 126.750 Taiwanesi si arruolarono e prestarono servizio nelle forze armate dell'Impero giapponese, mentre ulteriori 80.433 furono coscritti fra il 1942 e il 1945. Della somma totale, 30.304, ovvero il 15%, morirono nella guerra del Giappone in Asia.
La Marina imperiale giapponese operò massicciamente fuori da Taiwan. Il "Gruppo d'Attacco Meridionale" aveva la base fuori dell'Università Imperiale di Taihoku (ora Università Nazionale di Taiwan) a Taiwan. Molte delle forze giapponesi che parteciparono alla battaglia aerea di Taiwan-Okinawa erano basate a Taiwan. Importanti basi militari e centri industriali giapponesi in tutta Taiwan, come Takao (ora Kaohsiung), furono i bersagli di pesanti bombardamenti americani.
Nel 1942, dopo che gli Stati Uniti erano entrati in guerra contro il Giappone e a fianco della Cina, il governo cinese sotto il KMT rinunciò a tutti i trattati firmati con il Giappone prima di quella data e fece del ritorno di Taiwan alla Cina (come di quello della Manciuria) uno dei suoi obiettivi bellici. Nella Dichiarazione del Cairo del 1943, le Potenze Alleate inclusero il ritorno di Taiwan alla Cina tra le loro richieste ufficiali. Nel 1945, il Giappone si arrese incondizionatamente con la firma dell'atto di resa e mise fine al suo dominio su Taiwan mentre il territorio fu posto sotto il controllo amministrativo del governo della Repubblica di Cina nel 1945 dall'Amministrazione per l'assistenza ed il recupero delle Nazioni Unite. Secondo le disposizioni dell'Articolo 2 del Trattato di San Francisco, i Giapponesi rinunciavano formalmente alla sovranità territoriale di Taiwan e delle Isole Penghu; il trattato fu firmato nel 1951 ed entrò in vigore nel 1952. Per il fatto che la Cina non aveva alcun governo legittimo certo in carica all'epoca della firma del trattato, nessuno dei due governi che rivendicavano di essere il legittimo rappresentante della Cina fu invitato alla firma del trattato, in quanto né l'uno né l'altro avevano mostrato piena e completa capacità giuridica di sottoscrivere un accordo internazionale legalmente vincolante. La cessione di Taiwan e delle Isole Penghu, nel momento in cui il Trattato di San Francisco entrò in vigore, era caduta nel limbo, ed il loro status politico rimaneva indeterminato.

## Dominio della Repubblica di Cina

I taiwanesi hanno celebrato il "ritorno di Taiwan nella Repubblica di Cina" nel 1945

La Repubblica di Cina istituì il Governo Provinciale di Cina nel settembre 1945 e proclamò il 25 ottobre 1945 come il "Giorno della Restituzione di Taiwan". Questo è infatti il giorno in cui si arresero le truppe giapponesi. La proclamazione però è soggetta ad un certo dibattito, in quanto alcuni sostenitori dell'indipendenza di Taiwan argomentano che è invalida e che la data segna solo l'inizio dell'occupazione militare che persiste fino ad oggi. Durante l'immediato periodo postbellico, l'amministrazione del Kuomintang (KMT) a Taiwan fu repressiva ed estremamente corrotta in confronto al precedente governo giapponese, causando il malcontento locale. La violenza contro il governo continentale divampò il 28 febbraio 1947, indotta da un incidente in cui una venditrice di sigarette fu ferita ed un passante colpito a morte indiscriminatamente dalle autorità nazionaliste. Durante la successiva repressione da parte dell'amministrazione del KMT in quello che divenne noto come l'incidente del 28 febbraio, migliaia di persone furono uccise, e l'incidente divenne un argomento di discussione tabù per tutta l'era della legge marziale.
Dagli anni 1930 in poi nella Cina continentale fu in corso una guerra civile fra il governo della RDC di Chiang Kai-shek ed il Partito Comunista Cinese guidato da Mao Zedong. Quando la guerra civile terminò nel 1949, 2 milioni di rifugiati, provenienti prevalentemente dal governo nazionalista, dall'esercito e dalla comunità degli affari, fuggirono a Taiwan. Il 1º ottobre 1949, nella Cina continentale fu fondata la Repubblica Popolare Cinese (RPC) dai comunisti vittoriosi; parecchi mesi prima, Chiang Kai-shek aveva stabilito una capitale provvisoria della RDC a Taipei e aveva spostato là il suo governo da Nanchino. Sotto il dominio nazionalista, i continentali controllavano il governo e le pubbliche amministrazioni.
Chiang Kai-shek morì nell'aprile 1975, e alla presidenza gli succedette Yen Chia-kan, mentre suo figlio Chiang Ching-kuo subentrò alla direzione del Kuomintang (scegliendo di assumere il titolo di "Presidente" piuttosto che quello di "Direttore generale" di Chiang il vecchio). Egli pose le basi che condussero agli incredibili successi economici di quei territori a partire dalla metà degli anni 1980. Nel 1987, Chiang mise fine alla legge marziale e consentì le visite ai familiari nella Cina continentale. La sua amministrazione vide un graduale allentamento dei controlli politici e agli oppositori dei nazionalisti non fu più proibito di tenere assemblee o di pubblicare giornali. I partiti politici di opposizione, anche se ancora illegali, furono autorizzati a formarsi. Quando il Partito Democratico Progressista fu fondato nel 1986, il presidente Chiang decise di non sciogliere il gruppo né di perseguire i suoi capi, ma i suoi candidati corsero ufficialmente nelle elezioni come indipendenti del movimento Tangwai.
Nello sforzo di inserire un maggior numero di cittadini nati a Taiwan nelle amministrazioni del governo, Chiang Ching-kuo scelse personalmente Lee Teng-hui come vice presidente della Repubblica di Cina, primo nella linea di successione alla presidenza. Tuttavia, non è chiaro se egli fosse favorevole ad avere Lee come suo successore nella carica di Presidente del Partito Nazionalista.

### Sviluppi economici

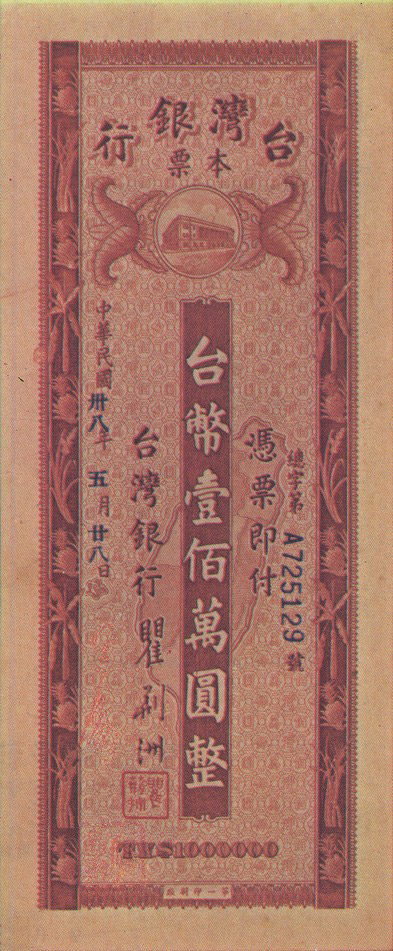
La Guerra civile cinese portò ad una grave inflazione. La valuta fu emessa in tagli da 1 milione di vecchi dollari taiwanesi.

Nel periodo immediatamente successivo alla Seconda guerra mondiale, le condizioni economiche post-belliche combinate con la Guerra civile cinese allora in corso causarono una grave inflazione in tutta la Cina continentale e a Taiwan, aggravata dalle disastrose riforme valutarie e dalla corruzione. Ciò aprì la strada al processo di ricostruzione e a nuove riforme.
Il KMT prese il controllo dei monopoli di Taiwan che erano stati di proprietà dei Giapponesi durante il periodo coloniale. Quasi l'intero PIL di Taiwan fu nazionalizzato. Inoltre, gli investitori taiwanesi persero il loro diritto sui certificati obbligazionari giapponesi che possedevano. Queste partecipazioni patrimoniali, nonché l'aiuto americano come la Legge sugli aiuti alla Cina (China Aid Act) e la Commissione congiunta cino-americana sulla ricostruzione rurale (Chinese-American Joint Commission on Rural Reconstruction), contribuirono a far sì che Taiwan si riprendesse rapidamente dalla guerra. Il governo del Kuomintang spostò anche l'intera riserva aurea dall'entroterra cinese a Taiwan, ed usò tale riserva per sostenere il nuovo dollaro taiwanese appena emesso, al fine di stabilizzare la nuova valuta e mettere uno stop all'iperinflazione.
Le autorità del KMT attuarono un programma di riforma terriera di vasta portata e di grande successo su Taiwan durante gli anni 1950. La Legge 375 di riduzione delle rendite (375 Rent Reduction Act) alleviò il carico fiscale sui contadini ed un'altra legge redistribuì la terra tra i piccoli agricoltori e compensò i grandi proprietari terrieri con certificati su merci e azioni nelle industrie di proprietà statale. Sebbene questo lasciasse impoveriti alcuni grandi proprietari terrieri, altri trasformarono il loro indennizzo in capitale ed avviarono imprese commerciali ed industriali. Questi imprenditori dovevano diventare i primi capitalisti industriali di Taiwan. Insieme agli uomini d'affari che erano fuggiti dalla Cina continentale, essi ridiedero vita ancora una volta alla prosperità di Taiwan precedentemente cessata con il ritiro giapponese e gestirono la transizione della nazione da un'economia agricola ad una commerciale ed industriale.
Dal 1950 al 1965, Taiwan ricevette un totale di 1,5 miliardi di dollari in aiuti economici e 2,4 miliardi di dollari in aiuti militari dagli Stati Uniti. Nel 1965 tutti gli aiuti americani cessarono poiché Taiwan aveva ormai stabilito una solida base finanziaria. Avendo compiuto questo, il governo adottò allora politiche per costruire una forte economia spinta dalle esportazioni, con progetti statali quali i Dieci principali progetti di costruzione (Ten Major Construction Projects) che fornivano le infrastrutture richieste per tali imprese. Taiwan si è sviluppata costantemente in una grande potenza commerciale internazionale con più di 218 miliardi di dollari nel commercio bilaterale ed una delle più alte riserve di valuta estera del mondo. L'immensa prosperità sull'isola fu accompagnata dalla stabilità economica e sociale. Il fenomenale sviluppo economico di Taiwan le guadagnò un posto come una delle quattro tigri asiatiche.

### Riforme democratiche
Fino ai primi anni 1970, la Repubblica di Cina era riconosciuta come l'unico governo legittimo della Cina dalle Nazioni Unite e dalla maggior parte delle nazioni occidentali, che si rifiutavano di riconoscere la Repubblica Popolare Cinese a causa della Guerra Fredda. Il KMT dominò Taiwan sotto la legge marziale fino alla fine degli anni 1980, con l'obiettivo dichiarato di essere vigili contro l'infiltrazione comunista e di prepararsi a riprendere la Cina continentale. Perciò il dissenso politico non era tollerato.
La fine degli anni 1970 e l'inizio degli anni 1980 furono un'epoca turbolenta per i Taiwanesi poiché molte delle persone che erano state originariamente oppresse e lasciate indietro dai cambiamenti economici divennero membri della nuova borghesia di Taiwan. La libera impresa aveva consentito ai nativi taiwanesi di ottenere un forte potere contrattuale nelle loro richieste per il rispetto dei loro diritti umani fondamentali. L'incidente di Kaohsiung sarebbe stato un importante punto di svolta per la democrazia a Taiwan.
Taiwan affrontò anche inconvenienti nella sfera internazionale. Nel 1971, il governo della RDC uscì dalle Nazioni Unite poco prima che esse riconoscessero il governo della RPC a Pechino come il legittimo detentore del seggio della Cina nelle Nazioni Unite. Alla RDC era stata offerta la duplice rappresentanza, ma Chiang Kai-shek pretendeva di mantenere un seggio nel Consiglio di Sicurezza delle Nazioni Unite, il che non era accettabile per la RPC. Chiang espresse la sua decisione nel suo famoso discorso "il cielo non è abbastanza grande per due soli". Nell'ottobre 1971, la risoluzione 2758 fu approvata dall'Assemblea Generale delle Nazioni Unite e "i rappresentanti di Chiang Kai-shek" (e così la RDC) furono espulsi dalle Nazioni Unite e sostituiti come "Cina" dalla RPC. Nel 1979, anche gli Stati Uniti spostarono il loro riconoscimento da Taipei a Pechino.
A Chiang Kai-shek successe suo figlio Chiang Ching-kuo. Quando Chiang il giovane giunse al potere cominciò a liberalizzare il sistema. Nel 1986, fu formato il Partito Democratico Progressista. Questa organizzazione fu creata illegalmente, e inaugurata come il primo partito di opposizione di Taiwan, fondato per contrastare il KMT. La legge marziale fu tolta un anno più tardi da Chiang Ching-kuo. Chiang scelse Lee Teng-hui, un tecnocrate nato a Taiwan, come suo Vice Presidente. La mossa seguì altre riforme che davano più potere ai cittadini nati a Taiwan e calmò i sentimenti ostili al KMT durante un periodo in cui molte altre autocrazie asiatiche venivano scosse da movimenti di rivendicazione popolare.
Chiang Ching-kuo morì nel 1988. Il successore di Chiang, il presidente Lee Teng-hui, continuò a trasferire altra autorità del governo ai cittadini di nascita taiwanese. Cominciò inoltre a democratizzare il governo. Sotto Lee, Taiwan subì un processo di localizzazione, nel quale fur promossa la cultura e la storia locale rispetto ad un punto di vista pan-cinese. Le riforme di Lee inclusero la stampa delle banconote dalla Banca Centrale invece che dalla solita Banca Provinciale di Taiwan. Sospese anche in gran parte il funzionamento della Governo provinciale di Taiwan. Nel 1991 lo Yuan Legislativo e l'Assemblea Nazionale eletti nel 1947 furono costretti a dimettersi. Questi gruppi erano stati creati originariamente per rappresentare le circoscrizioni elettorali della Cina continentale. Furono tolte anche le restrizioni sull'uso delle lingue taiwanesi nei mezzi di comunicazione e nelle scuole.
Tuttavia, Lee non riuscì a reprimere la massiccia corruzione che si era sviluppata sotto il governo autoritario del partito del KMT. Molti lealisti del KMT pensano che Lee abbia tradito la RDC portando le riforme troppo lontano, mentre altri Taiwanesi ritengono che non abbia fatto abbastanza.
Lee corse da titolare nelle prime elezioni presidenziali dirette di Taiwan nel 1996 contro il candidato del PDP ed ex dissidente, Peng Min-ming. Queste elezioni indussero la RPC a condurre una serie di test missilistici nello Stretto di Taiwan per intimidire gli elettori taiwanesi e spingerli a votare per altri candidati favorevoli all'unificazione, Chen Li-an e Lin Yang-kang. Tale tattica aggressiva indusse a sua volta il presidente degli Stati Uniti Clinton ad invocare la Legge sulle relazioni con Taiwan (Taiwan Relations Act), che prevede l'intervento degli Stati Uniti in difesa di Taiwan in caso di minaccia da parte della Cina, spedendo due gruppi di portaerei da battaglia nella regione al largo della costa meridionale di Taiwan per monitorare la situazione, cosicché i test missilistici della RPC furono costretti a finire prima di quanto pianificato. Questo incidente è conosciuto come
la crisi dello Stretto di Taiwan del 1996.
Uno degli ultimi atti di Lee come presidente fu di dichiarare alla radio tedesca che la RDC e la RPC avevano uno stato speciale per le relazioni di stato. L'affermazione di Lee fu accolta dalla RPC con una serie di esercitazioni militari condotte dall'Esercito Popolare nel Fujian e con uno spaventoso black-out in tutta l'isola, che fece temere a molti un attacco imminente.

### Cambiamento pacifico del partito politico al potere
Le elezioni presidenziali del 2000 segnarono la fine del governo del KMT. Il candidato del PDP all'opposizione Chen Shui-bian vinse una corsa a tre, che vide il voto della Coalizione pan-azzurra spaccarsi tra il candidato indipendente James Soong e quello del KMT Lien Chan. Il presidente Chen raccolse il 39% dei voti.
Nel 2004, il presidente Chen fu rieletto per un secondo mandato di quattro anni dopo un tentativo di assassinio avvenuto il giorno prima dell'elezione. Furono sparati due colpi, una pallottola sfiorò il ventre del Presidente dopo essere penetrata attraverso il parabrezza di una jeep e vari strati di vestiario, l'altra pallottola penetrò anch'essa attraverso il parabrezza e colpì l'ingessatura che la Vice Presidente portava al ginocchio a causa di un precedente infortunio. Gli investigatori della polizia riferirono che il sospetto più probabile era ritenuto un certo Chen Yi-hsiung, in seguito trovato morto.
Nel 2007, il presidente Chen propose una politica cosiddetta dei "Quattro sì ed un no", la quale in sostanza afferma che: Taiwan vuole l'indipendenza; Taiwan vuole la rettifica del suo nome; Taiwan vuole una nuova costituzione; Taiwan vuole lo sviluppo; e la politica taiwanese è senza la questione della sinistra o della destra, ma ha solo la questione dell'unificazione o dell'indipendenza. La ricezione di questa proposta politica tra l'opinione pubblica taiwanese non fu chiara. Essa, tuttavia, trovò un'accoglienza fredda sia da parte della RPC che degli Stati Uniti. Il Ministro degli esteri della RPC enfatizzò che la Legge antisecessione non era una normativa inapplicabile, mentre il portavoce del Dipartimento di Stato statunitense Sean McCormack descrisse la politica di Chen come "di nessuna utilità".
Il KMT riconquistò la carica di presidente con l'elezione di Ma Ying-jeou nel marzo 2008. Il partito mantenne anche il controllo dell'assemblea legislativa.
Nello stesso anno un'ondata di arresti del Partito Democratico Progressista (PDP), favorevole all'indipendenza, attirò l'accusa che il Partito Nazionalista Cinese (KMT), che è in rapporti amichevoli con Pechino e che un tempo governava Taiwan sotto legge marziale, avesse ripreso l'attività di repressione politica.
I più controversi furono gli arresti per l'accusa di corruzione di Chen Shui-bian, ex presidente di Taiwan; di Chiou I-jen, un ex segretario generale del Consiglio di Sicurezza Nazionale; e di Yeh Sheng-mao, ex direttore dell'Ufficio investigativo del Ministero della giustizia.
"Sono estremamente preoccupato per la situazione politica a Taiwan, e sono personalmente molto arrabbiato per il modo in cui l'attuale governo sta gestendo gli affari nazionali e per la direzione in cui sta andando la nostra adorata Taiwan: di nuovo al passato autoritario," dichiarò Joseph Wu, ex ambasciatore de facto di Taiwan presso gli Stati Uniti.